# Marmaris (stad)
Marmaris is een Turkse badplaats, gelegen in de provincie Muğla. Het heeft een inwoneraantal van 34.047 in 2012, echter in de zomer kan het aantal inwoners een piek bereiken van tussen de 300.000 en de 400.000 mensen.

## Geografie
Marmaris is gelegen in een besloten baai, aan de Lycische Kust, vlak bij waar de Middellandse Zee en de Egeïsche Zee elkaar ontmoeten. Het Griekse eiland Rodos is vanaf de zeekant van de baai met helder weer te zien. De stad heeft een uitgebreide jachthaven.

### Klimaat
| Maand                             | jan   | feb   | mrt   | apr  | mei  | jun  | jul  | aug  | sep  | okt  | nov   | dec   | Jaar    |
| --------------------------------- | ----- | ----- | ----- | ---- | ---- | ---- | ---- | ---- | ---- | ---- | ----- | ----- | ------- |
| Hoogste maximum (°C)              | 21,0  | 24,0  | 28,4  | 31,0 | 36,0 | 42,2 | 43,1 | 42,6 | 40,7 | 39,0 | 31,6  | 22,2  | 43,1    |
| Gemiddeld maximum (°C)            | 15,1  | 15,3  | 17,6  | 20,9 | 25,9 | 31,4 | 34,5 | 34,3 | 30,8 | 25,9 | 20,4  | 16,4  | 24,0    |
| Gemiddeld minimum (°C)            | 7,0   | 7,0   | 8,6   | 11,5 | 15,6 | 20,1 | 23,1 | 23,2 | 20,0 | 15,8 | 11,4  | 8,5   | 14,3    |
| Laagste minimum (°C)              | −2,4  | −3,4  | −1,2  | 1,4  | 8,0  | 12,5 | 16,8 | 16,7 | 12,8 | 5,5  | 1,4   | −1,0  | −3,4    |
|                                   |       |       |       |      |      |      |      |      |      |      |       |       |         |
| Neerslag (mm)                     | 230,7 | 170,0 | 120,8 | 61,1 | 27,8 | 15,3 | 23,4 | 7,9  | 24,5 | 80,9 | 180,4 | 289,9 | 1,232,7 |
| Bron: Meteoroloji Genel Müdürlüğü |       |       |       |      |      |      |      |      |      |      |       |       |         |

## Geschiedenis
De historische naam van Marmaris is Physkos. De eerste bewoning vond plaats rond 3500 v.Chr. Daarna hebben onder andere de Egyptenaren, de Grieken, de Perzen, de Romeinen, de Byzantijnen en de Ottomanen hun sporen achtergelaten. Hier is echter weinig meer van te zien in Marmaris zelf.
Bekende historische gebouwen zijn de 16e-eeuwse citadel, de moskee van Ibrahim Agha uit 1789 en de Ottomaanse woonkazerne uit 1545.
In 1958 werd Marmaris bijna volledig verwoest door een aardbeving. Alleen de citadel en de historische gebouwen rond het citadel bleven onbeschadigd.
Op 28 augustus 2006 vond een aantal bomaanslagen plaats in de badplaats waarbij gewonden vielen.

## Toerisme
De toeristen die Marmaris bezoeken bestaan met name uit Engelsen, Nederlanders, Scandinaviërs, Russen en Belgen. Naast een grote bazaar heeft Marmaris twee uitgaanscentra: Barstreet en Long Beach. Op Long Beach komen voornamelijk Engelsen en Russen, terwijl de Barstreet grotendeels bevolkt is met Nederlanders, Turken en Scandinaviërs. In de Barstreet bevinden zich ook de grootste (openlucht-)discotheken.
Het strand van Marmaris is klein en smal, die van het nabijgelegen Içmeler en het Cleopatra-strand zijn breder. Beide stranden zijn goed te bereiken met openbaar vervoer.
Marmaris is een uitvalbasis naar Rodos. Daarnaast is het een vertrekpunt voor  dagexcursies en bootvakanties. Bekende excursies zijn:
- Dalyan; modderbad, zwavelbad, koningsgraven, schildpaddenstrand en  jeepsafari's.
- Duiktochten
- Kaunos (ruïnes)
- Pamukkale (kalkterrassen)
- Efeze (ruïnes uit de Griekse oudheid)

- Bibliothèque nationale de France: cb15955797s (data)
- Gemeinsame Normdatei: 4246465-1
- Library of Congress Control Number: n91019643
- Nationale Bibliotheek van Israël: 987007567669505171
- Virtual International Authority File: 135004386